# Фридерика Мекленбург-Стрелицкая
Принцесса Фридерика Мекленбург-Стрелицкая (нем. Friederike Luise Karoline Sophie Charlotte Alexandrine, Herzogin zu Mecklenburg; 3 марта 1778, Ганновер — 29 июня 1841, там же) — герцогиня Мекленбург-Стрелицкая, в замужестве принцесса Прусская, принцесса Сольмс-Браунфельсская и королева Ганновера.

## Происхождение
Фридерика — младшая из дочерей герцога Карла II Мекленбург-Стрелицкого и его первой супруги Фридерики Каролины Луизы Гессен-Дармштадтской, дочери ландграфа Георга Вильгельма Гессен-Дармштадтского и его супруги Марии Луизы Альбертины Лейнинген-Дагсбург-Фалькенбургской. Фридерика приходилась младшей сестрой знаменитой королеве Пруссии Луизе и племянницей королеве Великобритании Шарлотте, супруге короля Георга III.

## Юность
После смерти своей первой жены Фридерики Карл II женился на Шарлотте, её младшей сестре. Этот брак закончился уже в декабре 1785 года смертью Шарлотты после родов своего единственного ребёнка Карла. Не имея возможности предоставить своим дочерям необходимое воспитание и образование, вдовец решил просить помощи своей тещи. Вдова принца Георга Вильгельма Гессен-Дармштадтского, которую называли «принцессой Георг», проживала в Дармштадте. Ей Карл доверил своих дочерей Шарлотту, Терезу, Луизу и Фридерику. Жизнь под опекой бабушки и нанятой ею гувернантки Саломеи де Жельё оказалась счастливой.

## Личная жизнь
14 марта 1793 года во Франкфурте-на-Майне сёстры как бы случайно встретились в театре с королём Пруссии Фридрихом Вильгельмом II, который был сразу покорён шармом принцесс Луизы и Фридерики. Спустя несколько недель отец невест договорился с королём о свадьбе с сыновьями Фридриха Вильгельма II. Помолвка обеих пар состоялась 24 апреля 1793 года в Дармштадте. В декабре принцессы отправились в Берлин, где 24 декабря состоялось бракосочетание старшей сестры Луизы с кронпринцем Пруссии Фридрихом Вильгельмом III, а двумя днями позже — Фридерики с младшим братом наследника прусского престола, принцем Фридрихом Людвигом, известным как Луи. Брак оказался несчастливым, так как Людвиг больше интересовался своими любовницами, чем женой. А его троюродный брат Людвиг Фридрих Прусский хвастался романом с Фридерикой.
В 1795 году король назначил Луи командиром драгунского полка № 1, штаб которого размещался в Шведте. Но в 1796 году супруг Фридерики заболел дифтерией, от которой вскоре умер. Фридерика переехала с тремя маленькими детьми во дворец Шёнхаузен под Берлином.
В 1797 году к Фридерике посватался её английский кузен Адольф Фредерик Кембриджский, седьмой сын короля Георга III и королевы Шарлотты (тётя Фредерики по отцу), и они неофициально обручились. Адольф Фредерик попросил у отца разрешения жениться, но тот попросил подождать окончания войны с Францией. О свадьбе забыли, и поползли слухи, что либо Адольф сам предложил Фредерике расторгнуть помолвку, либо, по мнению королевы Шарлотты, Фредерика предпочла другого кандидата.
В 1798 году Фридерика забеременела и доверилась об этом принцу Фридриху Вильгельму Сольмс-Браунфельсскому. Во избежание скандала он признал отцовство и попросил её руки. Свадьба состоялась 10 декабря 1798 года. Супружеская чета покинула Берлин в 1799 году и была вынуждена переехать в Ансбах. Дочь, родившаяся у Фридерики в феврале 1799 года, прожила лишь несколько месяцев. Принц Сольмсский, разочарованный и ожесточившийся, вернулся к своей прежней жизни офицера и увлечению алкоголем. В 1805 году он уволился с военной службы «по состоянию здоровья» и потерял свой доход. Фридерика была вынуждена содержать семью на свои средства, годовую ренту, выплачиваемую ей её деверем и одновременно свояком Фридрихом Вильгельмом III. Брат супруга Фридерики Вильгельм Кристиан Карл Сольм-Браунфельсский советовал Фридерике развестись, но она отказалась.
В мае 1813 года герцог Эрнст Август Камберлендский, пятый сын короля Великобритании и старший брат прежнего поклонника Фридерики Адольфа Фредерика, приехал в Нойштрелиц навестить своего дядю Карла, где встретился с кузиной Фридерикой. Герцог Карл дал понять дочери, что он не возражает против развода Фридерики с принцем Сольмсским и одобрит брак с английским принцем. Фридерика взяла себе несколько месяцев обдумать намерения Эрнста Августа и возможные последствия для себя. Когда после победы в Битве народов под Лейпцигом Эрнст Август приехал на несколько дней в Нойштрелиц, ему был оказан тёплый приём. Некоторое время спустя Фридерика подала королю Пруссии прошение о расторжении брака. Принц Сольмс-Браунфельсский был также согласен на развод. Ситуация разрешилась внезапной смертью принца от удара 13 апреля 1814 года. В августе было официально заявлено о помолвке. После получения принцем согласия на бракосочетание от Британского парламента свадьба состоялась 29 мая 1815 года.

## Королева Ганновера
20 июня 1837 года умер деверь Фридерики, король Великобритании Вильгельм IV. Как и его брат Георг IV, он не оставил наследников, на британский престол взошла его племянница Виктория, единственная дочь покойного брата Эдуарда Августа, третьего сына Георга III. Королева Великобритании Виктория не могла занять престол в королевстве Ганновер, где действовал салический закон, допускавший наследовать престол женщине только при полном отсутствии наследников мужского пола. Вместо Виктории королём Ганновера и герцогом Брауншвейг-Люнебурга стал супруг Фридерики, герцог Камберлендский, под тронным именем Эрнст Август I.
Королева Фридерика умерла после непродолжительной болезни 29 июня 1841 года в Ганновере. Для погребения Фридерики по приказу короля придворный строитель Георг Людвиг Фридрих Лавес в саду при дворце Херренхаузен воздвиг мавзолей (позже семейная усыпальница - Мавзолей Вельфов в саду Берггартен).

## Память
После смерти Фридерики Эрнст Август отдал королевский приказ о переименовании центральной площади у Дворца на Лайне в Площадь Фредерики.
Помимо этого в честь Фридерики названы:
- Усадьба Фредерики[нем.] в Ганновере (снесена в 1966 году).
- Богадельня Фредерики[нем.], основанные Идой Аренхольд[нем.].

## Потомки
В первом браке с принцем Фридрихом Людвигом Прусским родились:
- Фридрих Людвиг (1794—1863), женат на принцессе Луизе Ангальт-Бернбургской
- Карл Георг (1795—1798)
- Фридерика Вильгельмина Луиза Амалия (1796—1850), замужем за герцогом Ангальт-Дессау Леопольдом Фридрихом

Во втором браке с принцем Фридрихом Вильгельмом Сольмс-Браунфельсским:
- София (1799)
- Фридрих Вильгельм (1800)
- безымянный ребёнок (1800)
- Фридрих Вильгельм Генрих (1801—1868), женился на графине Марии Анне Кинской
- София (1803)
- Августа Луиза (1801—1868), замужем за принцем Альбертом Шварцбург-Рудольштадтским
- Александр Фридрих Людвиг (1807—1867), женат на фрейин Луизе фон Ландсберг-Фелен
- Фридрих Вильгельм Карл[нем.] (1812—1875), женат 1) морганатическим браком на Луизе Бейрих, 2) принцессе Софии Лёвенштейн-Розенбергской

В третьем браке с герцогом Эрнстом Августом Камберлендским, королём Ганновера:
- Фредерика (1817)
- безымянная дочь (1818)
- Георг (1819—1878), король Ганновера, женат на принцессе Марии Саксен-Альтенбургской